# 水莲雾
水莲雾又名水蒲桃（学名：Syzygium aqueum）、水霧蓮、番鬼葡萄、番鬼佬葡萄等，为桃金孃科蒲桃属下的一个种。

## 扩展阅读
- 維基物種上的相關：水莲雾